# Travassô
Travassô é uma povoação portuguesa do Município de Águeda que foi sede da Freguesia de Travassô, freguesia que tinha 7,75 km² de área e 1 589 habitantes (2011), e, por isso, uma densidade populacional de 205 hab/km².
A Freguesia de Travassô foi extinta (agregada), em 2013, no âmbito de uma reforma administrativa nacional, tendo sido agregada à freguesia de Óis da Ribeira, para formar uma nova freguesia denominada União das Freguesias de Travassô e Óis da Ribeira.

## Geografia
Localizada na zona ocidental do município, Travassô tem como vizinhos as localidades de Segadães a norte, Trofa a nordeste, Águeda a sueste e Óis da Ribeira a sul, e os Municípios de Aveiro a oeste e de Albergaria-a-Velha a norte. As fronteiras com Aveiro e Albergaria-a-Velha são definidas por rios: a primeira pelo rio Águeda e a segunda pelo Vouga.

## História
No lugar de Almear existia um antigo farol, dai o seu nome Almenara, Alumiar e finalmente Almear.
Teve um ilustre filho da terra chamado Laudelino Miranda Melo que, entre outras coisas, escreveu o livro: "Travassô e Alquerubim e Outras Localidades da Região Vouga" (Gráfica Aveirense, 1942). O seu nome está associado à principal rua do lugar de Almear, a sua casa ainda existe e sobre um dos seus lados em azulejo(quem vem no sentido Aveiro-Agueda) pode ler-se: ALMENARA.
No referido livro, escreveu sobre o farol que existiu em Almear o seguinte:
"Senhores, tudo isto é muito curioso!: - estradas no fundo de lagos fundos; barcos que subiam os rios e mal se lhes viam os mastros; pontes construídas umas sobre as outras… (isto tudo relativamente há pouco tempo, 150 anos mais ou menos!) e ainda existem pessoas a pôrem em dúvida que, há mil ou mil e duzentos anos, águas salgadas chegassem a Segadães (*), e que em Almear houvesse farol, e em Alquerubim houvesse salinas… Como se tudo isto não fosse tão natural!… e como se o que ainda hoje se pode constatar, e que mencionámos, não fosse muito ilucidativo!… "

## População
| População da freguesia de Travassô | População da freguesia de Travassô | População da freguesia de Travassô | População da freguesia de Travassô | População da freguesia de Travassô | População da freguesia de Travassô | População da freguesia de Travassô | População da freguesia de Travassô | População da freguesia de Travassô | População da freguesia de Travassô | População da freguesia de Travassô | População da freguesia de Travassô | População da freguesia de Travassô | População da freguesia de Travassô | População da freguesia de Travassô |
| ---------------------------------- | ---------------------------------- | ---------------------------------- | ---------------------------------- | ---------------------------------- | ---------------------------------- | ---------------------------------- | ---------------------------------- | ---------------------------------- | ---------------------------------- | ---------------------------------- | ---------------------------------- | ---------------------------------- | ---------------------------------- | ---------------------------------- |
| 1864                               | 1878                               | 1890                               | 1900                               | 1911                               | 1920                               | 1930                               | 1940                               | 1950                               | 1960                               | 1970                               | 1981                               | 1991                               | 2001                               | 2011                               |
| 739                                | 665                                | 691                                | 733                                | 833                                | 838                                | 995                                | 1.064                              | 1.121                              | 1.124                              | 1.167                              | 1.387                              | 1.522                              | 1.727                              | 1.589                              |

| Distribuição da População por Grupos Etários | Distribuição da População por Grupos Etários | Distribuição da População por Grupos Etários | Distribuição da População por Grupos Etários | Distribuição da População por Grupos Etários | Distribuição da População por Grupos Etários | Distribuição da População por Grupos Etários | Distribuição da População por Grupos Etários | Distribuição da População por Grupos Etários | Distribuição da População por Grupos Etários |
| -------------------------------------------- | -------------------------------------------- | -------------------------------------------- | -------------------------------------------- | -------------------------------------------- | -------------------------------------------- | -------------------------------------------- | -------------------------------------------- | -------------------------------------------- | -------------------------------------------- |
| Ano                                          | 0-14 Anos                                    | 15-24 Anos                                   | 25-64 Anos                                   | < 65 Anos                                    |                                              | 0-14 Anos                                    | 015-24 Anos                                  | 25-64 Anos                                   | < 65 Anos                                    |
| 2001                                         | 261                                          | 262                                          | 893                                          | 311                                          |                                              | 15,1%                                        | 15,2%                                        | 51,7%                                        | 18,0%                                        |
| 2011                                         | 182                                          | 171                                          | 878                                          | 358                                          |                                              | 11,5%                                        | 10,8%                                        | 55,3%                                        | 22,5%                                        |

Média do País no censo de 2001:   0/14 Anos-16,0%;  15/24 Anos-14,3%;  25/64 Anos-53,4%;  65 e mais Anos-16,4%
Média do País no censo de 2011:    0/14 Anos-14,9%;  15/24 Anos-10,9%;  25/64 Anos-55,2%;  65 e mais Anos-19,0%(Fonte: INE)

## Património
- Igreja de São Miguel (matriz)
- Capelas de Nossa Senhora do Amparo (ou da Lapa), de Cabanões, de São Caetano e de Santa Luzia
- Via-sacra em Travassô

## Lugares
- Travassô
- Travassô de Baixo
- Travassô de Cima
- Cabanões
- Almear

## Associações
- Orquestra Filarmónica 12 de Abril;
- Agrupamento de Escuteiros de Travassô;
- Associação Desportiva de Travassô;
- Jardim Social;
- Patronato de Nossa Senhora das Dores